# Notovoluta verconis
Notovoluta verconis is een slakkensoort uit de familie van de Volutidae. De wetenschappelijke naam van de soort is voor het eerst geldig gepubliceerd in 1892 door Tate.